# Suring
Suring è un villaggio degli Stati Uniti d'America, situato in Wisconsin, nella contea di Oconto.